# Блестящо лале
Блестящото лале (Tulipa splendens) е лале от семейство Кремови (Liliaceae). То е изключително рядък уникат. Открито е от българския ботаник Димитър Делипавлов през 1976 г. край село Симеоново (в местността Тетралика) недалеч от град Ямбол (Югоизточна България), като не е намирано никъде другаде в страната. Нещо повече: през 1979 г. при Симеоново са изброени само около 20 растения. Включено е като застрашен вид в Червената книга на България (1984).
Расте из просветлени места в горите на 180 м надморска височина върху мощни алувиални богати и влажни почви и в обработваеми земи.
Tulipa splendens има кафява подземна луковица. През пролетта от луковицата израства 30-40-сантиметрово стъбло с няколко листа. Лалето цъфти през май с едър червен цвят.
Размножаването му е трудно, тъй като става само чрез семена (дори и в култура не образува дъщерни луковички), а новите растения започват да цъфтят едва на седмата – осмата година.
Предполага се, че блестящото лале някога не е било чак толкова малобройно, като несъзнателното му унищожаване се дължи главно на селскостопанските работи.
В България има още шест вида диви лалета. Четири от тях са български ендемити – блестящо лале, родопско лале (Tulipa Rhodopaea Vel., 1922), урумово лале (Tulipa urumoffii Hayek, 1911), златисто лале (Tulipa aureolina Delip., 1976), а един — балкански — хагерово лале (Tulipa hageri Heldr., 1874 /T. thracica Dav., 1915/) и един неендемичен за България – южно лале (Tulipa australis).